# Ацтекиум
Ацте́киум (лат. Aztekium) — род растений семейства Кактусовые, включающий два небольших вида, родом из Мексики.

## Систематика
Открытый в 1929 году Ф. Риттером, в Районесе (штат Нуэво-Леон, Мексика), этот род был первоначально описан, как монотипный (с видом Aztekium ritteri).
Второй вид (Aztekium hintonii) был открыт Джорджем С. Хинтоном в Галеане (штат Нуэво-Леон) только в 1991 году.
В апреле 2009 года в штате Нуэво Леон (горы Восточная Сьерра-Мадре) экспедицией Марио Альберта Вальдеса Маррокина (Mario Alberto Valdez Marroquin), Марко Антонио Альварадо Веласкеса (M. A. Alvarado Vazquez) и Карлоса Херардо Веласко Масиаса (C. G. Velazco Macias) на высоте 600—700 метров был обнаружен новый вид Aztekium — Aztekium valdezii (Velazco, Alvarado et Arias) sp. nov. Место их произрастания похоже на места с A. ritteri, но эти растения растут изолированно от A. ritteri. Этот новый вид имеет морфологические сходства с другими обоими видами А. ritteri и А. hintonii. Отличаясь от первого упомянутого вида наличием максимум только 5 рёбер, отсутствием промежуточных рёбер (ложные ребра) между основными рёбрами и в размере и окраске листочков околоцветника. В то же время он отличается от А. hintonii меньшим размером стебля, меньшим количеством ребер (до 10 у А. hintonii), а также размером и окраской листочков околоцветника. Имя этому виду присвоено в честь его первооткрывателя биолога Марио Альберта Вальдеса Маррокина. Имя формально было опубликовано в 2013 году. В настоящее время Aztekium valdezii сведён к синонимам Aztekium ritteri.
Ацтекиумы получили своё название в честь культуры ацтеков, поскольку своим внешним видом эти небольшие растения напоминают скульптуры, характерные для этой культуры.
Признание Aztekium как рода обсуждалась несколькими авторами. Буксбаум (1950) указывал на значительные сходства в морфологии стебля и семян с Strombocactus, ещё одним родом кактусов из Мексики, отметив, что, возможно, они представляют собой единый род — Strombocactus. Морфологическое сравнение по Скиллману и Андерсону (1984) показали, что хотя оба таксона имеют схожий тип роста, размер семян и присутствие строфиол, различия включают в себя отсутствие воска в эпидермисе стебля, строение рёбер, а также у Aztekium цветки и плоды более короткие. Недавние филогенетические исследования показали, что рода Aztekium и Geohintonia являются тесно связаными, и они оба в свою очередь связаны с родами Astrophytum и Echinocactus. В то время, как род Strombocactus более тесно связан с родами Ariocarpus и Turbinicarpus и является частью другой клады. C 2015 года растения, относящиеся к виду Geohintonia, стали объединять с родом Aztekium.

## Виды
Подтвержденные виды по данным сайта Plants of the World Online на 2022 год:
- Aztekium hintonii Glass & W.A.Fitz Maur. — Ацтекиум Хинтона
- Aztekium ritteri (Boed.) Boed.

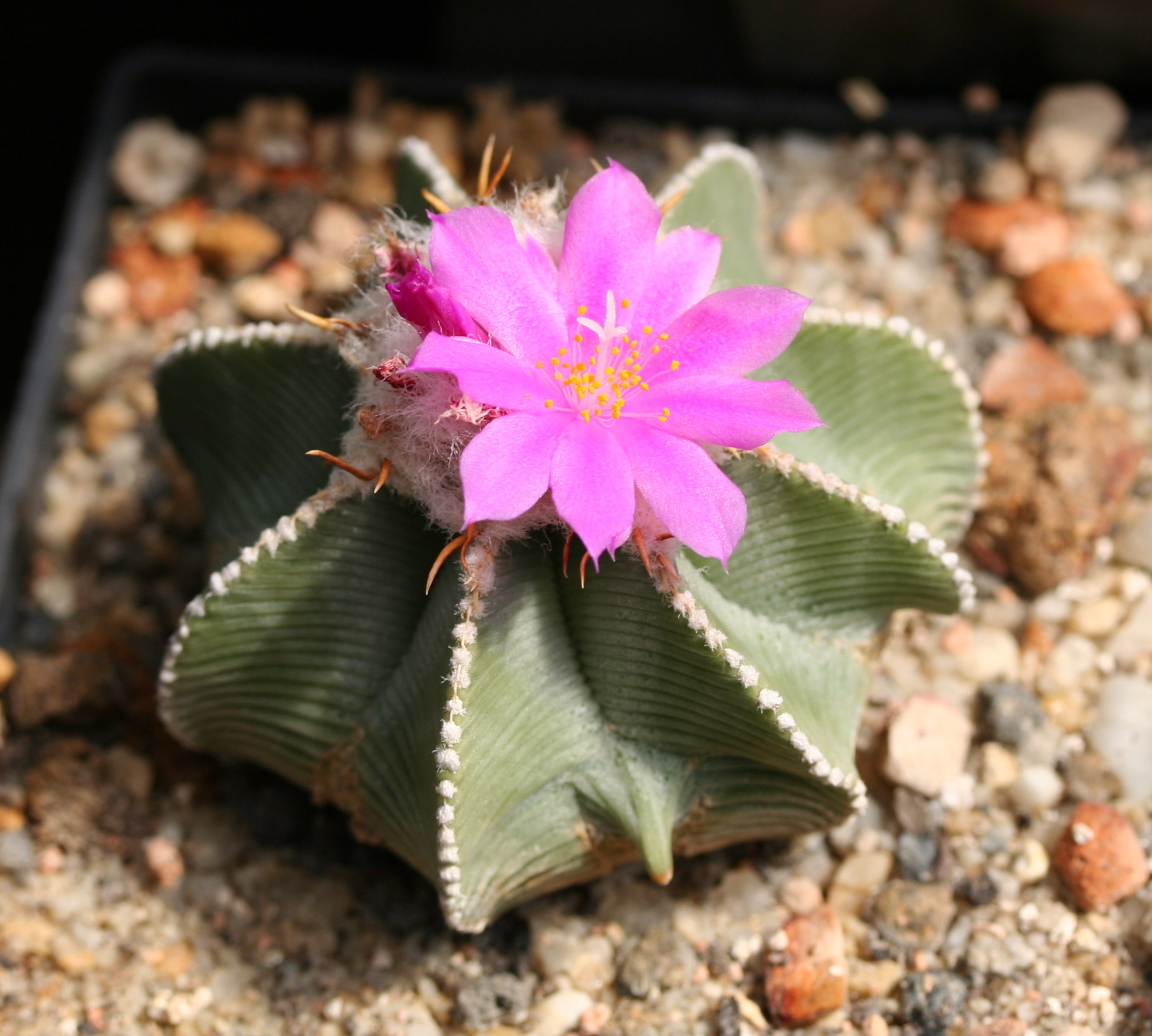
Aztekium hintonii
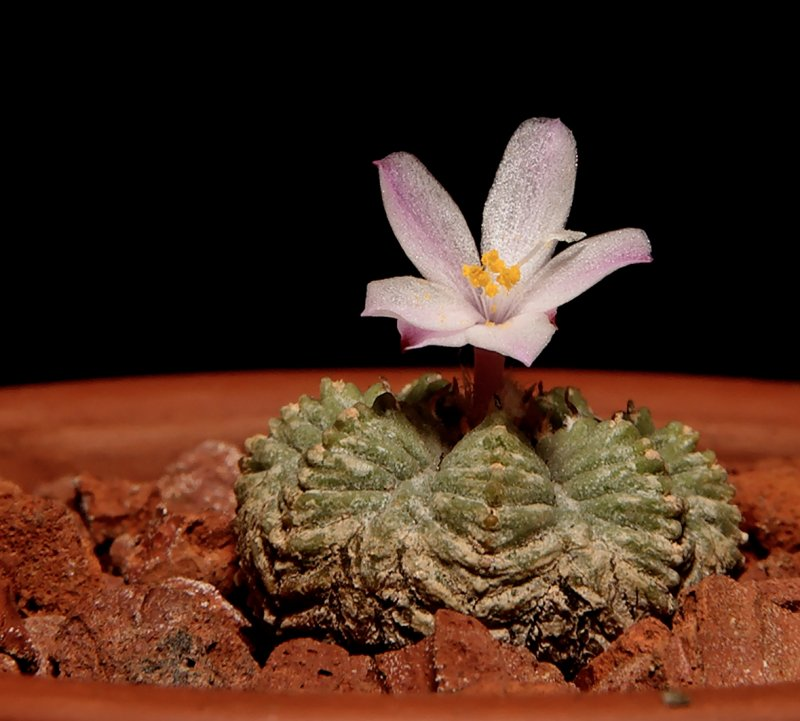
Aztekium ritteri

## Культивирование
Все виды этого рода отличаются очень медленным ростом. Для достижения диаметра 3 мм этим кактусам требуется около двух лет. Их обычно размножают путём прививки боковых побегов («деток»), образующихся на привитых маточных растениях. Выращивание корнесобственных растений из семян — очень трудная задача даже для квалифицированного любителя из-за очень маленького размера семян и очень медленного роста самого растения. Снятые с подвоя растения практически не укореняются. По этим причинам цены на взрослые корнесобственные растения рода Aztekium сохраняются стабильно высокими.
Содержание в культуре корнесобственных растений Aztekium, при достижении ими размера более одного сантиметра, не представляет особенных трудностей. Уход стандартный, такой же, как и за другими кактусами.